# Никифоров, Владимир Николаевич (китаевед)
Владимир Николаевич Никифоров (19 ноября 1920, г. Полоцк — 17 декабря 1990, Москва) — советский историк-китаевед. Доктор исторических наук, профессор, ведущий научный сотрудник Института востоковедения АН СССР (ИВАН).

## Биография
Родился в семье служащего. В 1936 году во время учёбы в средней школе города Великий Устюг вступил в ВЛКСМ. В 1938 году поступил по конкурсу в Московский институт философии, литературы и истории на исторический факультет. Учёба была прервана войной летом 1941 года. С весны 1942 года до конца Великой Отечественной войны находился в действующей армии, где в 1944 году вступил в ряды ВКП(б); был рядовым в авиаобслуживающих частях, начальником парткабинета, переводчиком в отделе контрразведки, прошёл с войсками 1-го Украинского фронта через Польшу, Германию и Австрию.
В 1946 году вернулся в Московский университет, в каковой во время войны влился МИФЛИ, и окончил его за один год, сдав все экзамены за 4-й и 5-й курсы вместе. В 1950 году защитил кандидатскую диссертацию по теме «Изменническая политика гоминьдана в войне с Японией 1937—1945 гг.».
С конца 1950 года до последних дней своей жизни Владимир Николаевич работал в Академии наук СССР, в основном в отделе Китая Института востоковедения (1950—1970, 1985—1990) и в отделе истории КПК и китайской революции Института Дальнего Востока (1970—1985). В 1967 году защитил докторскую диссертацию «Советские историки и проблемы истории Китая» (в двух томах) (10.06.1967), имел звания старшего, а затем ведущего научного сотрудника, а также профессора. Преподавал в МГУ.
Работа в академии наук прерывалась командировками за рубеж: преподаватель и советник кафедры истории высшей партийной школы при ЦК компартии Китая (1953—1956); преподаватель Народного университета в Пекине; редактор-консультант журнала «Проблемы мира и социализма» в Праге (1958—1960). Неоднократно выезжал на международные научные форумы китаеведов и востоковедов как член делегации советских ученых. Участник X (Марбург, 1957), XI (Падуя, 1958) конференций молодых синологов, I Всесоюзной конференции востоковедов (Ташкент, 1957), XXV Международного конгресса востоковедов (Москва, 1960) и др. Издано более 200 работ.
Сын — Константин, родился в 1956 году во время командировки отца в Пекин. Доктор исторических наук (2000), директор Института славяноведения РАН (с 2004 года).

## Научная деятельность
Свою научную карьеру Никифоров начал с изучения новейшей истории Китая, в частности политики Гоминьдана в годы антияпонской войны. Однако в начале 1960-х учёный обратился к изучению российской и советской историографии истории Китая, и именно эта проблематика оставалась в центре его внимания до конца жизни. На протяжении всего этого периода исследователь оставался сторонником ортодоксальной «пятичленной» концепции исторического развития и с этих позиций критиковал не только западных («буржуазных») историков, но и советских коллег, сторонников «творческого марксизма» — советских учёных, которые пытались отойти от канонической, официальной трактовки исторической периодизации, в том числе и сторонников теории «азиатского способа производства». К дискуссии советских ученых Никифоров обратился, изучая историографию отечественного китаеведения. По утверждению академика Н. Н. Крадина, лишь перед смертью, в октябре 1990 года на конференции, посвящённой особенностям исторического развития Востока, Никифоров публично признался, что четырёхстадийные концепции Ю. М. Кобищанова и В. П. Илюшечкина более адекватно отражают ход исторического процесса, чем защищаемая им на протяжении всей научной карьеры пятичленка.
Работы Никифорова о востоковедении удостоились высокой оценки в советской историографии. Взгляды Никифорова относительно «азиатского способа производства» с марксистско-ленинских позиций критиковал Р. И. Косолапов.
Свою научную значимость труды Никифорова сохранили и в начале XXI века. О. В. Ким отмечал: «Наиболее полным и комплексным историографическим исследованием, охватившим дискуссии 20-30-х и 60-70-х годов является книга В. Н. Никифорова „Восток и всемирная история“. Её первое издание вышло в 1975 году. По существу, это единственное фундаментальное исследование формационных дискуссий востоковедов». По мнению А. Б. Целунова, данная обобщающая монография «суммировала» две крупные дискуссии об «азиатском способе производства» (1925—1931 и 1957—1971). М. В. Медоваров и Ю. Чжун отмечают: «Характерна неприязнь Никифорова к конфуцианству и внимание к росту влияния даосов и буддистов».
Никифоров провозглашал: «Военные поселения экономически ближе стоят к рабовладельческим, чем к феодальным формам», доказывая рабовладельческий характер строя Древнего Китая. В истории Китая Никифоров выделял три периода.
Последняя книга В.Н. Никифорова «Очерк истории Китая. II тысячелетие до н. э. — начало ХХ столетия» в определенной степени вновь относится к историографии. Автор воспроизводит китайскую историю в том виде, как она представлена в работах отечественных историков.

## Избранные труды
- Никифоров В. Н., Эренбург Г. Б., Юрьев М. Ф. Народная революция в Китае: очерк истории борьбы и победы китайского народа. — М.: Госполитиздат, 1950. — 143 с.
- Никифоров В. Н. Советская историография Китая в первые послевоенные годы (1946—1949) // Краткие сообщения института народов Азии. Вып. 85. История и историография стран Дальнего Востока. — М., 1964.
- Никифоров В. Н. Советские историки о проблемах Китая. — М.: Наука, 1970. — 416 с.
- Никифоров В. Н. Восток и всемирная история. — 2-е изд. — М.: Наука, 1977. — 360 с.[a]
- Никифоров В. Н. Первые китайские революционеры. — М.: Наука, 1980.
- Никифоров В. Н. Китай в годы пробуждения Азии. — М.: Наука, 1982.
- Никифоров В. Н. Очерк истории Китая: II тысячелетие до н. э. — начало XX столетия. — М. Институт Дальнего Востока РАН, 2002. — 448 с.